# Suryun-myeon
Suryun-myeon (koreanska: 수륜면) är en socken  i kommunen Seongju-gun i provinsen Norra Gyeongsang, i den centrala delen av Sydkorea, 220 km sydost om huvudstaden Seoul.